# スイス国鉄Re620形電気機関車

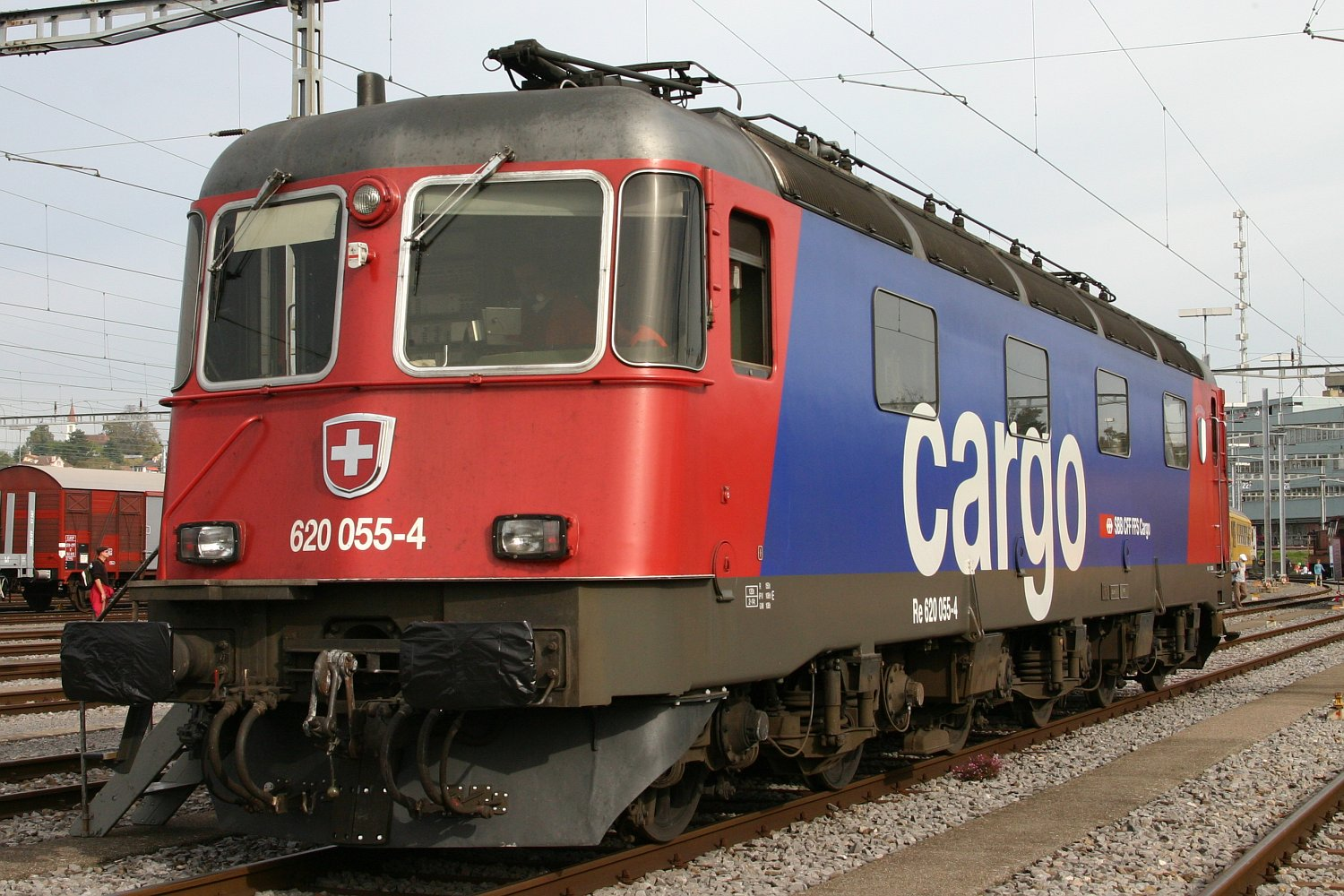
Re620 055-4　SBB Cargo塗装

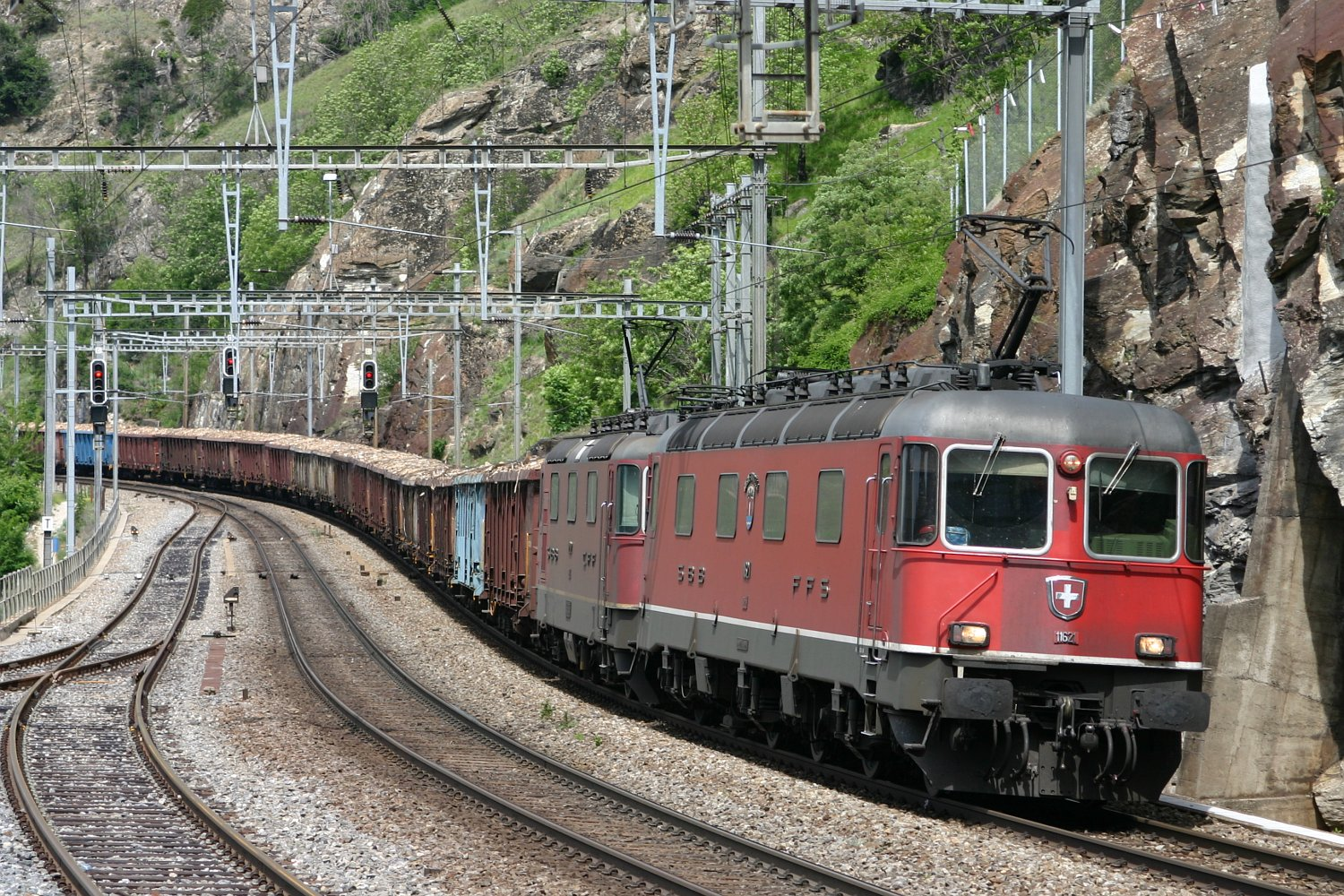
Re6/6 11621(Re620) Re4/4(Re420)との重連、通称Re10/10

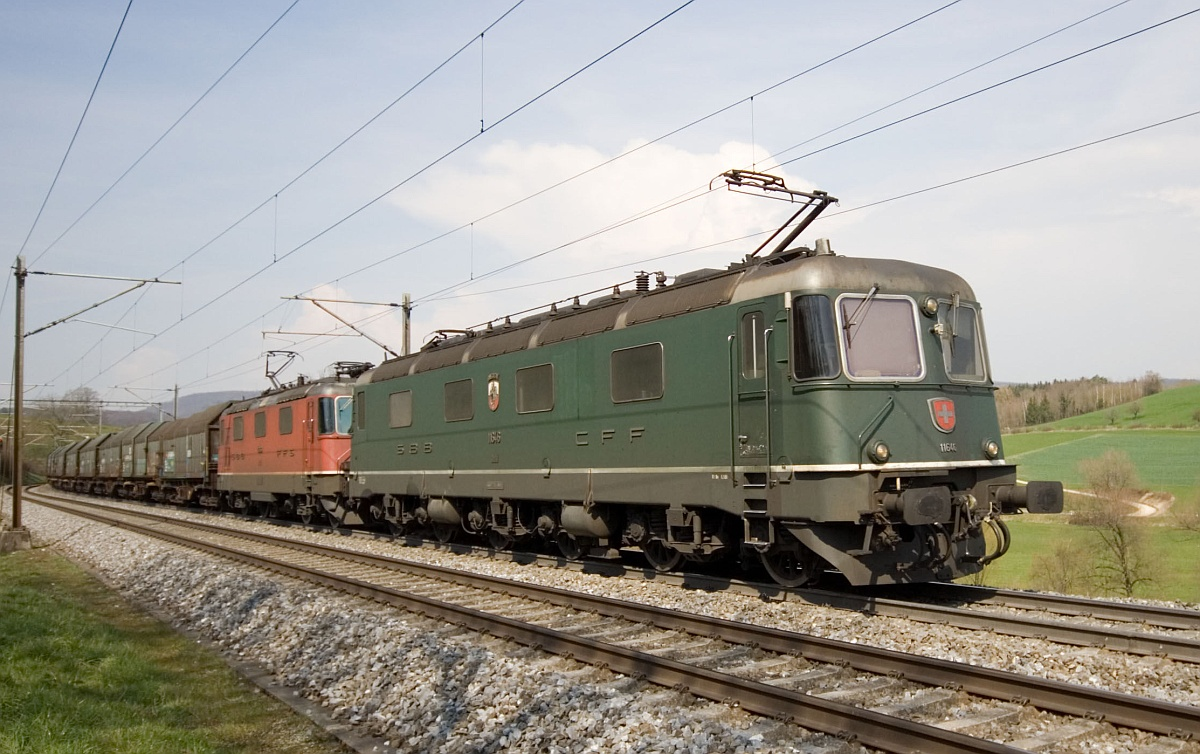
Re6/6(Re620) Re4/4(Re420)との重連、通称Re10/10

スイス国鉄Re620形電気機関車(スイスこくてつRe620がたでんきかんしゃ)は、スイスのスイス連邦鉄道（SBB: Schweizerische Bundesbahnen、スイス国鉄）の本線系統で使用される電気機関車である。

## 概要
スイス国鉄がAe6/6形に続く山岳区間用の貨物列車および旅客列車用の牽引用にRe6/6形として89両を製造した電気機関車で、ヨーロッパ機では例の少ないBo'Bo'Bo'の車軸配置と、高圧タップ切換制御による、最大394kNの牽引力と140km/hの最高速度を特徴とする強力機である。まず試作として1972年に縦連接車体の2両と通常車体の2両が、その後通常車体の量産車が1975年から1979年にかけて85両製造されている。現在ではUIC方式の新しい形式名であるRe620形となり、機体の形式番号の変更が進められているほか、全機がスイス国鉄の貨物輸送部門であるSBBカーゴの所属となっている。本機は車体、機械部分、台車の製造をSLMが、電機部分、主電動機の製造をBBCが担当しており、製造時にスイス国鉄が提示した性能要件は以下のとおりであった。
- 現在のアルプス越えルートの勾配である26パーミルの上り勾配で800tを牽引して0-80km/hで0.03m/s2（0.11km/h/s）の加速性能を持つこと。
- 将来のアルプス越えトンネルの勾配として予定されている6.5パーミルの上り勾配で800t（明かり区間では1600t）を牽引して140km/hで走行できること。
- 26パーミルの下り勾配で400tを牽引して電気ブレーキだけで80km/hで走行できること。
- 140km/hから停止直前まで電気ブレーキがフルに使用できること。
- Re4/4II形[3]およびRe4/4III形[4]電気機関車と重連総括制御ができること。
- 曲線通過速度区分を「R」とすること。

なお、各機体の機番（旧番）と機体名（主にスイスの都市の名前）は以下の通り
| 機番  | 機体名       | 機番  | 機体名              | 機番  | 機体名            | 機番  | 機体名              | 機番  | 機体名             | 機番  | 機体名                 |
| 11601 | Wolhusen     | 11616 | Illnau-Effretikon   | 11631 | Dulliken          | 11646 | Bussigny            | 11661 | Gampel-Steg        | 11676 | Zurzach                |
| 11602 | Morges       | 11617 | Heerbrugg           | 11632 | Däniken           | 11647 | Bex                 | 11662 | Reuchenette-Péry   | 11677 | Neuhausen am Rheinfall |
| 11603 | Wädenswil    | 11618 | Dübendorf           | 11633 | Muri AG           | 11648 | Aigle               | 11663 | Eglisau            | 11678 | Bassersdorf            |
| 11604 | Faido        | 11619 | Arbon               | 11634 | Aarburg-Oftringen | 11649 | Aarberg             | 11664 | Köniz              | 11679 | Cadenazzo              |
| 11605 | Uster        | 11620 | Wangen bei Olten    | 11635 | Muttenz           | 11650 | Schönenwerd         | 11665 | Ziegelbrücke       | 11680 | Möhlin                 |
| 11606 | Turgi        | 11621 | Taverne-Torricella  | 11636 | Vernier-Meyrin    | 11651 | Dornach-Arlesheim W | 11666 | Stein am Rhein     | 11681 | Immensee               |
| 11607 | Wattwil      | 11622 | Suhr                | 11637 | Sonzeboz-Sombeval | 11652 | Kerzers             | 11667 | Bodio              | 11682 | Pfäffikon SZ           |
| 11608 | Wetzikon     | 11623 | Rupperswil          | 11638 | St-Triphon        | 11653 | Gümligen            | 11668 | Stein-Säckingen    | 11683 | Amsteg-Silenen         |
| 11609 | Uzwil        | 11624 | Rothrist            | 11639 | Murten            | 11654 | Villeneuve          | 11669 | Hägendorf          | 11684 | Uznach                 |
| 11610 | Spreitenbach | 11625 | Oensingen           | 11640 | Münchenstein      | 11655 | Cossonay            | 11670 | Affoltern am Albis | 11685 | Sulgen                 |
| 11611 | Rüti ZH      | 11626 | Zollikofen          | 11641 | Moutier           | 11656 | Travers             | 11671 | Othmarsingen       | 11686 | Hochdorf               |
| 11612 | Regendorf    | 11627 | Luterbach-Attisholz | 11642 | Monthey           | 11657 | Estavayer-le-Lac    | 11672 | Balerna            | 11687 | Bischofszell           |
| 11613 | Rapperswil   | 11628 | Konolfingen         | 11643 | Laufen            | 11658 | Auvernier           | 11673 | Cham               | 11688 | Linthal                |
| 11614 | Meilen       | 11629 | Interlaken          | 11644 | Cornaux           | 11659 | Chavornay           | 11674 | Murgenthal         | 11689 | Gerra-Gambarogno       |
| 11615 | Kloten       | 11630 | Herzogenbuchsee     | 11645 | Colombier         | 11660 | Tavannes            | 11675 | Gelterkinden       |       |                        |

## 仕様

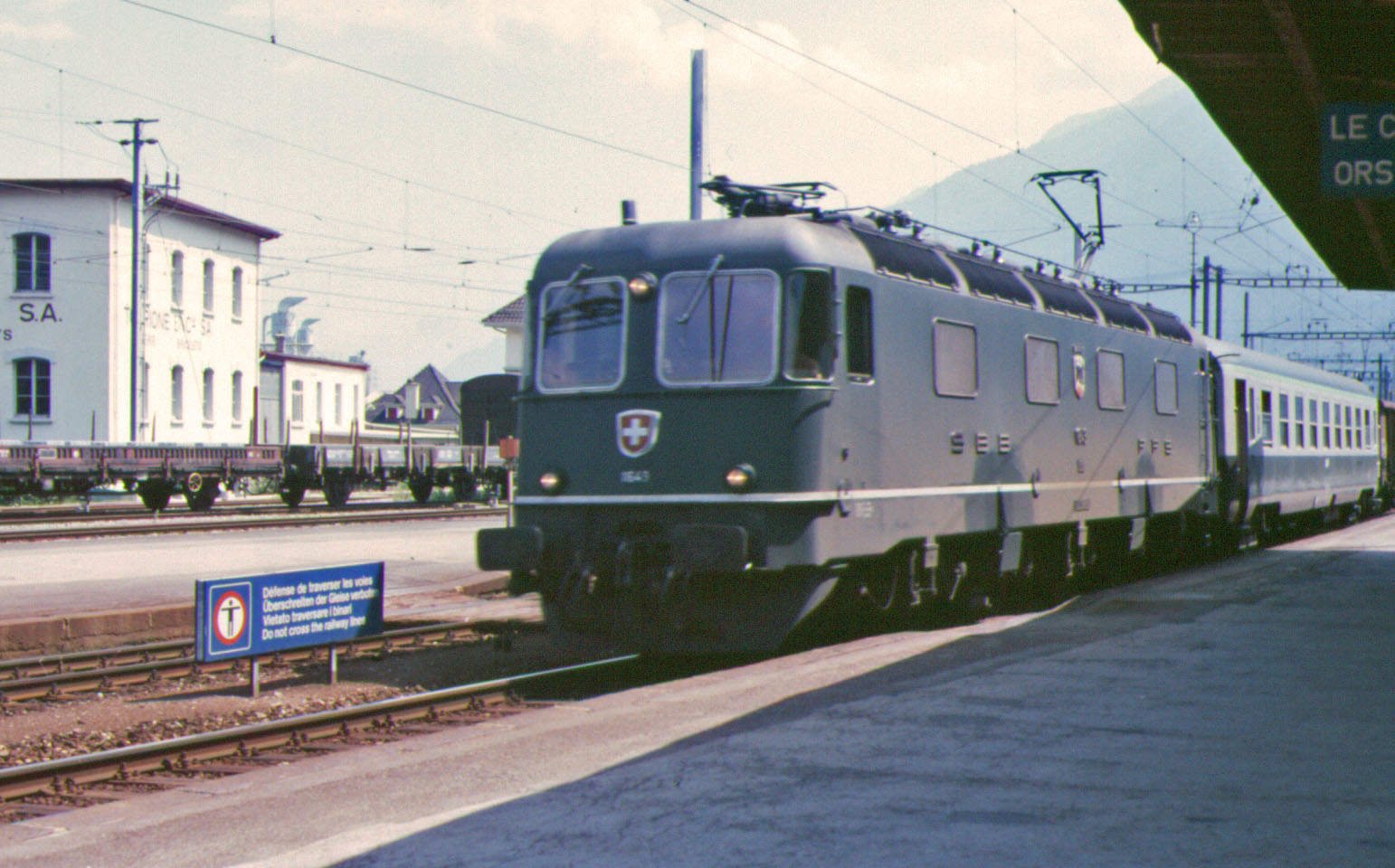
Re6/6（Re620） 原形、緑塗装

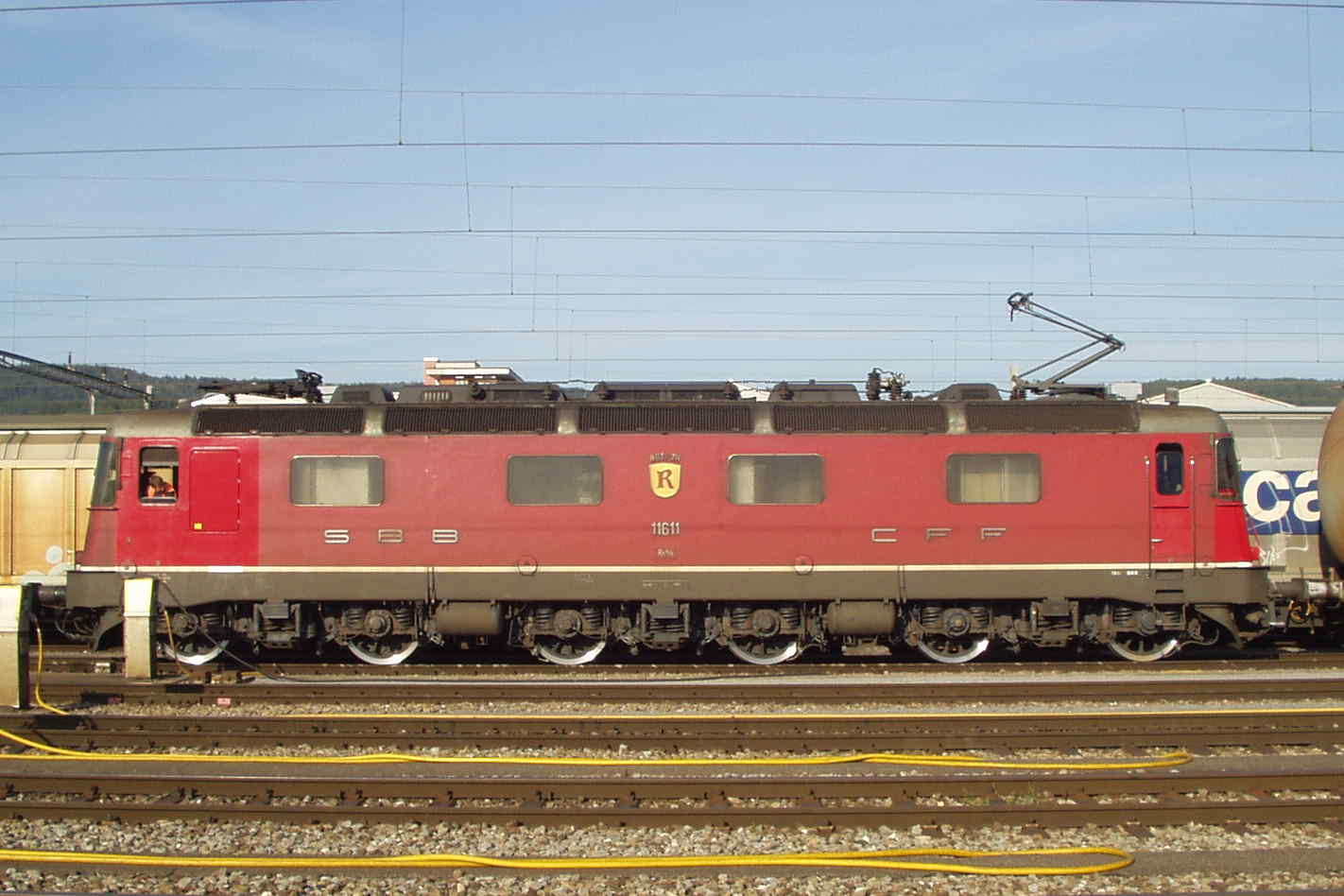
Re6/6（Re620） 赤塗装

### 車体
- 車体はRe420形と同様のデザインで、正面は2枚窓＋両サイド部の曲面ガラスの組合せで窓下部左右と屋根部中央に小型の丸型前照灯を計3箇所設置、側面は平滑で明取り窓が4箇所設けられている。正面はRe420形に比べて屋根が厚くなっており、より重厚な印象となっている。連結器はねじ式連結器で緩衝器（バッファ）が左右、フック・リングが中央にある。
- 屋根は肩部には空気取入口のルーバーが並び、両端にパンタグラフ、中央部には各種抵抗器や主開閉器が設置されている。なお、屋根はパンタグラフ・屋根上機器部分の取外しが可能な構造となっている。
- 台枠は鋼材を箱型に組んで構成されており、台車もその中にはまり込む形で装備され、両端部にはスカートが取付けられている。機器室はZ形に通路が配置され、2台の変圧器、タップ切換装置、主電動機用送風機、変圧器用油ポンブなどが設置されている。
- 運転室は奥行2035mmの反運転席側にのみ乗降扉がある構造で、運転時は運転席左側の空気ブレーキ関係のレバーと右側の電気関係のレバー式のマスターコントローラーにより操作を行う。運転室には空調装置が設置され、運転席横および乗務員室扉の窓は下落し式、その前部には電動式のバックミラーが設置されている。
- 4両の試作車のうち、11601と11602の2両はレーティッシュ鉄道のGe6/6II形電気機関車と同じ縦連接車体となっている。これは勾配の変化点でも軸重が安定するように設計されたもので、連接車体ではあるが左右方向には変位せず、上下方向にのみ変位し、縦曲線上に追従する構造である。なお、レーティッシュ鉄道より勾配が小さいことなどから本機の場合は中間台車の枕ばねを柔かくした残りの2両の通常車体の試作機との間に大きな差異は認められなかったため、量産形はすべて通常車体となっている。
- 塗装
  - 車体塗装は濃緑色をベースに車体裾部がダークグレーで濃緑色との境界部分に白帯で、側面の中央に機体名のエンブレムと切抜文字およびその下部に機番の切抜文字が設置され[5]、その左側には「SBB」の、右側には「CFF」もしくは「FFS」の切抜文字が設置されている。また、正面中央にはスイス国鉄のエンブレムとその下に機番の切抜文字が設置されている。また、屋根および屋根上機器、床下機器と台車はダークグレーである。
  - 80年代から順次赤系の車体となり、それまでの濃緑色の部分を赤とした塗装に変更されている。なお、塗装変更のペースは遅く、後の前照灯などの改造後でもまだ緑色のままの機体が存在した。
  - SBBカーゴ所属機の塗装は、スイス国鉄時代の赤色塗装をベースに、赤色部裾の白帯がなくなるとともに側面機械室部分が青となり、「Cargo」のレタリングが大きく入り、その横にSBB-Cargoのロゴが入れられている。なお、側面中央にあった機体名とエンブレムは乗務員室扉の後方に移され、正面のスイス国鉄のエンブレムの下には大きく機番が入っている。切抜文字類は移設された機体名のもの以外は撤去されている。
  - SBBカーゴ機の一部には水色塗装機もあり、これは赤色塗装をベースに、赤色部分を水色とし、側面は中央で白となるよう斜めにグラデーションとしたもので、正面のスイス国鉄のエンブレムをはじめ、切抜文字類も撤去され、側面左下と正面右窓下に"SBB-Cargo"のロゴか入る。なお、機体名のエンブレムと切抜文字が残っている機体もある。

### 走行機器
- 主電動機は連続定格出力1239kW、1時間定格出力1338kWのBBC製Typ 12 FHW7659交流整流子電動機 を6台搭載し、連続定格牽引力234kN、1時間定格牽引力265kN、最大牽引力394kNの性能を発揮する。冷却はファンによる強制通風式で、冷却風は屋根肩部の吸気口から吸入する。
- 台車は軸距2900mm、車輪径1260mmの鋼板溶接組立式台車で、前後の台車と中間台車間をリンクで接続し、前後のリンクをシャフトで接続することで、曲線区間での台車変位を均等なものにしてレールとの横圧を減らす方式としている。また、各軸の横動量は2×60mm、前後台車の横動量は2×60mm、中間台車は2×127mmである。
- 軸箱支持方式は円筒案内式、牽引力伝達は低引張棒式で、枕ばね、軸ばねともにコイルばねとしているほか、枕ばねにはオイルダンパを併設している。主電動機は台車枠に装荷されてBBC製のスプリングドライブ式の駆動装置で動輪に伝達される方式となっており、減速比は1:2.636である。
- 連接車である11601と11602の台車はRe420形のものに近く、まくらばね、オイルダンパ共に片側1本であり、車体支持位置も低く、台枠裾部の切上げがなく一直線となっている。

### 電気機器
- 制御方式は高圧タップ切換制御に弱界磁制御の組合せで、切換段数はそれぞれ32段、2段、主電動機は6台永久並列接続である。
- 主変圧器はType NO32/4タップ切換器に付属する変圧用のものと絶縁用のものがあり、いずれも油冷式のTyp TUDBxzで容量はそれぞれ6600kVA、7200kVAである。変圧用変圧器は入力15kV、出力はタップ切換により1.9-25kVに制御され、これを絶縁用変圧器で25kV/630Vの変換比で降圧して主電動機へ供給する。
- 電気ブレーキ装置はタップ切換装置による回生ブレーキで、最大ブレーキ力は連結器のバッファの最大圧縮力である132kNであるほか、空気ブレーキを装備する。
- そのほか、パンタグラフはシングルアーム式のTyp ESa22-2500を2台搭載、主開閉器はDBTF20k200空気遮断器を1台、補機類はType 2A320電動空気圧縮機1台、主電動機送風機3台、主変圧器冷却油用オイルポンプ1台などを搭載している。

### 主要諸元
- 軌間：1435mm
- 電気方式：AC15kV 16.7Hz 架空線式
- 最大寸法：全長19310mm、全幅2950mm、全高4465mm（パンタグラフ折畳時）
- 軸距：2900mm
- 台車中心間距離：5700mm×2
- 自重：120t
- 走行装置
  - 主制御装置：高圧タップ切換制御、弱界磁制御
  - 主電動機：Type 12 FHW 7659 交流整流子電動機×6台（連続定格出力：1239kW[6]、1時間定格出力：1338kW[7]）
  - 減速比：2.636
- 牽引力
  - 牽引力：234kN（連続定格出力、111km/h）、265kN（1時間定格出力、106km/h）、394kN（最大出力）
  - 牽引トン数：1600/800t（6.5パーミル、140km/h、明かり区間/長大トンネル区間）、111t（10パーミル、11km/h）、800t（26パーミル、80km/h）
- 最高速度：140km/h（設計最高速度）
- ブレーキ装置：回生ブレーキ、空気ブレーキ

### 改造

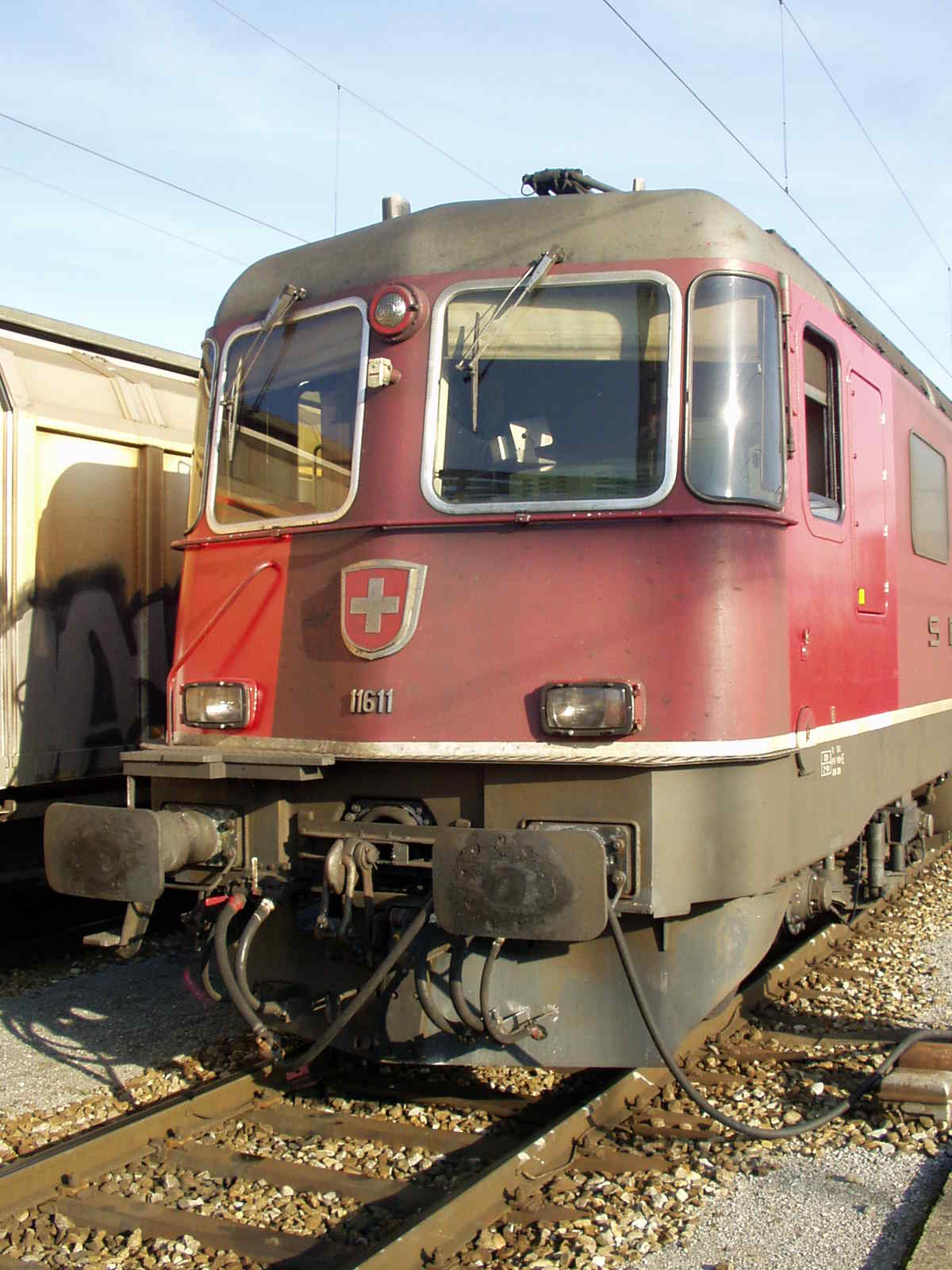
Re620 前照灯改造およびステップ・手すり取付後

- 正面下部左右の前照灯を丸型からスイスの鉄道標準の角型の前照灯と尾灯が一体となったユニットへの交換を進めている。なお、この改造のペースは遅く、SBBカーゴ塗装になるまで丸型のまま残る機体も多い。
- 正面右側のバッファの横と上にステップを設置し、前面に手すりを設置する改造がなされ、全機完了している。
- 後補機として使用する時用の遠隔無線運転装置がまず2両に設置され、その後2000年には約30両に設置されている。なお、この改造を実施した機体は識別のためにRef620形と呼ばれることもある。

## 運行
- ゴッタルド峠（ゴッタルドトンネル）やシンプロン峠（シンプロントンネル）を越える貨物列車に主に使用され、26パーミル区間の1300t列車ではRe420形やRe430形との重連運用されている。なお、1600t以上の列車では連結器の強度の関係で後補機となる。
- 旅客列車にも使用されており、SBBカーゴの所属となった現在でも旅客列車を牽引する場合がある。
- 貨物用としても75両が製造されたRe460形が旅客会社所属となり、Re482形などのその後のVVVF制御の後継機も4軸機となった[8]ため、ゴッタルド峠越えなどの山岳区間では再び主力として使用されている。
- 11638号機は事故のため1990年に廃車された。